# 西蒙·范费尔托芬
西蒙·范费尔托芬（英語：Simon van Velthooven，1988年12月8日—），新西兰男子自行车运动员，2012年世界场地自行车锦标赛男子1公里计时赛铜牌得主、2012年夏季奥运会男子凯林赛铜牌得主、2013年世界场地自行车锦标赛男子1公里计时赛银牌得主、2014年世界场地自行车锦标赛男子1公里计时赛铜牌得主。